# Unione Sportiva Carrarese "Pietrino Binelli" 1946-1947
Questa voce raccoglie le informazioni riguardanti l'Unione Sportiva Carrarese "Pietrino Binelli" nelle competizioni ufficiali della stagione 1946-1947.

## Rosa
| N. |                   | Ruolo | Calciatore          |
| -- | ----------------- | ----- | ------------------- |
|    | Italia (bandiera) | C     | Primo Andrighetto   |
|    | Italia (bandiera) | A     | Renato Calzolai     |
|    | Italia (bandiera) | A     | Giuseppe Donati     |
|    | Italia (bandiera) | A     | Costante Fabbri     |
|    | Italia (bandiera) | D     | Aldo Gamboni        |
|    | Italia (bandiera) | P     | Renato Gandolfi     |
|    | Italia (bandiera) | C     | Bruno Lorenzelli    |
|    | Italia (bandiera) | C     | Carlo Lucchelli     |
|    | Italia (bandiera) | D     | Giovanni Manfrinato |
|    | Italia (bandiera) | C     | Leandro Menconi     |
|    | Italia (bandiera) | C     | Cesare Nay          |

| N. |                   | Ruolo | Calciatore       |
| -- | ----------------- | ----- | ---------------- |
|    | Italia (bandiera) | C     | Mario Pochettini |
|    | Italia (bandiera) | A     | Leto Prunecchi   |
|    | Italia (bandiera) | C     | Mario Rapozzi    |
|    | Italia (bandiera) | A     | Loris Ravani     |
|    | Italia (bandiera) | D     | Confido Ricci    |
|    | Italia (bandiera) | C     | Amerigo Salati   |
|    | Italia (bandiera) | A     | Lido Simonelli   |
|    | Italia (bandiera) | A     | Renzo Suozzi     |
|    | Italia (bandiera) | P     | Giuseppe Varoli  |
|    | Italia (bandiera) | P     | Giovanni Viola   |
|    | Italia (bandiera) | C     | Dante Voglino    |